# Isla Pelada (Canal Águila)
La isla Pelada (inglés: Barren island; "isla estéril") es una isla del archipiélago de las islas Malvinas.
Se halla sobre el canal Águila, al sudeste de la isla Jorge y al sur de la isla Soledad. En esta isla, igual que en muchas otras del mismo archipiélago, hay rebaños de ovejas, pero se distingue por sus grandes colonias de pingüinos.
Los extremos sur y sudoeste de este accidente geográfico son dos de los puntos que determinan las líneas de base de la República Argentina, a partir de las cuales se miden los espacios marítimos que rodean al archipiélago.
Solo hay dos edificios en la isla; Una casa y un cobertizo.
Está administrada por el Reino Unido como parte del territorio de ultramar de las Islas Malvinas, pero es reclamada asimismo por la República Argentina como parte del Departamento Islas del Atlántico Sur de la provincia de Tierra del Fuego, Antártida e Islas del Atlántico Sur.